# 金漢一
金 漢一（キム・ハンイル、きん かんいち、1964年-　）は、在日朝鮮人2世で朝日新聞社の記者。神奈川県在住。国籍は大韓民国。

## 略歴
1964年（昭和39年）生まれ。父親は慶尚南道居昌郡の出身で、 1938年（昭和13年）ころ、中国を経て日本に移住した。
漢一は、1970年（昭和45年）に福島朝鮮初中級学校（福島県郡山市）に入学、後に宮城県仙台市の東北朝鮮初中級学校に移った。
小学校から高校までの12年間を郡山市と仙台市の朝鮮学校の寮生として過ごし、1987年（昭和62年）に英文朝日に入社。
2000年（平成12年）、朝日新聞の人材再配置過程で記者専業となり、同年、ワールドカップサッカーの競技場・宿泊地取材のため渡韓した。
2001年（平成13年）、大韓民国領事館において国籍を朝鮮から韓国に変更する手続きをおこなう。同年、『ヘラルド朝日』のスタッフライターを務めた。
2002 FIFAワールドカップでは、韓国で開催されたゲームの取材を行っている。
2005年（平成17年）、『朝鮮高校の青春 ボクたちが暴力的だったわけ』を著し、自分が朝鮮高校生だったころ、日曜日には仙台の繁華街に繰り出し、「日本人狩り」にいそしむ「暴力的」な過去を世に紹介した。
現在は朝日新聞国際編集部に所属している。

## 言論
2007年（平成19年）、民団（在日本大韓民国民団）の機関紙『民団新聞』において、8月15日の光復節について「南北がともに祝える日」と評している。また、幼少期の思い出として、近所の日本の子どもたちに「日本は負け。僕らゴミクズは解放」という言葉をぶつけたことがあったと振り返っている。
2009年（平成21年）、韓国の国会で在外韓国人に選挙権を与える法改正に際しては、『東亜日報』紙に「日本でも参政権が無い私のような在日韓国人にとって、生まれて初めて選挙権を持つことになり、やっと成人になった気持ちだ。2世、3世の在日韓国人が、韓国に対する帰属感を抱く契機になるだろう」とコメントしている。 
著書の『朝鮮高校の青春 ボクたちが暴力的だったわけ』では、毎週日曜日、朝鮮高校生2・3名で仙台市内に繰り出し、上級生が下級生に目配せして日本人を相手に暴行や恐喝をさせ、とがめられても「チョッパリにはなにしてもかまわねえ」とうそぶく者がいたことなど、集団的な犯罪行為が繰り返されていたことを生々しく描いている。また、朝鮮学校の教育として、日常的に金日成の「英雄的な行為」を繰り返し示し、朝鮮人たるもの金日成とその党・家族を崇拝し、「アメリカ帝国主義」と戦うべきことを、教科書や副読本などを通じて教え込んでいたと証言するなど、その実態をありのままに伝えている。本書によれば、朝鮮学校では、マンガが禁止され、学校に持っていけば没収され、また、音楽はいっそう厳しく制限され、特にアイドル歌手にうつつを抜かす者は「資本主義に嵌った」者とみなされたという。また、サッカー部が朝鮮学校において中心的な存在であったことが、各種の逸話とともに紹介されている。

## 主著
- 金漢一『朝鮮高校の青春 ボクたちが暴力的だったわけ』光文社、2005年4月。ISBN 978-4334974800。